# Diphénylsilanediol
Le diphénylsilanediol est un composé organosilicié de formule chimique (C6H5)2Si(OH)2. Cet organosilanol se présente sous la forme d'un solide blanc cristallisé dans le système monoclinique. Il est soluble dans l'acétone, l'éther diéthylique, l'éthanol et le diméthylformamide, mais est pratiquement insoluble dans l'eau, le xylène, le n-heptane, le benzène et le tétrachlorure de carbone.
La molécule de diphénylsilanediol présente une géométrie tétraédrique. À l'état solide, ses molécules sont unies par des liaisons hydrogène.
Le diphénylsilanediol peut être obtenu par hydrolyse de diphényldichlorosilane (C6H5)2SiCl2, :
(C6H5)2SiCl2 + 2 H2O ⟶ (C6H5)2Si(OH)2 + 2 HCl.
L'action de phényllithium C6H5Li sur du gel de silice produit du diphénylsilanediol ainsi que du tétraphénylsilane (C6H5)4Si et du triphénylsilanol (C6H5)3SiOH.
Le diphénylsilanediol peut être utilisé comme antiépileptique. Son mode d'action est semblable à celui de la phénytoïne.